# Orchestre symphonique national tchèque

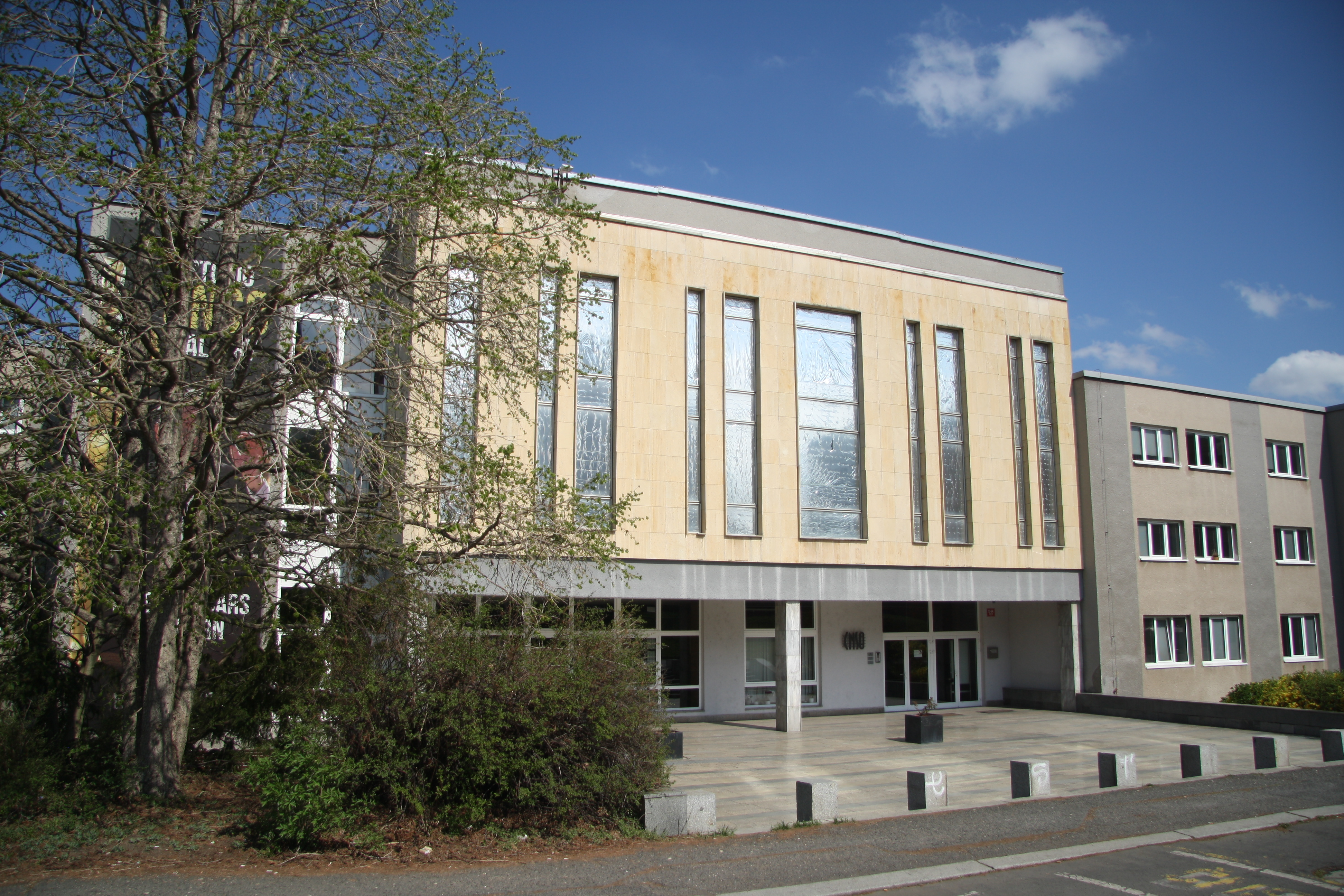
L'Orchestre symphonique national tchèque en 2019.

L'Orchestre symphonique national tchèque (Český národní symfonický orchestr en tchèque) est un orchestre symphonique basé à Prague.
Fondé en 1993 par Jan Hasenöhrl, il est dirigé par Libor Pešek depuis 2007. L'orchestre a enregistré la musique des films The Best Offer (2013) et Les Huit Salopards (2015), composées par Ennio Morricone.